# Maja Heurling
Maja Solveig Tora Heurling, född 26 augusti 1975 i Stockholm, är en svensk sångerska och låtskrivare. 
Maja Heurling skivdebuterade med bandet Soffgrupp och skivan Simlektioner 2000. I maj 2012 släppte hon uppföljaren Tänk om kärlek inte övervinner allt. Heurling har spelat på festivaler och musikscener runt om i Sverige, bland annat Visfestival Holmön, Steninge Visfestival och Kompledigt i Köping. 2014 var hon en av fyra låtskrivare i projektet Påtår hos Moa Martinson, en skiva med nyskrivna sånger utifrån författaren Moa Martinsons liv och verk.

## Diskografi
- Simlektioner med Soffgrupp (2000)
- Tänk om kärlek inte övervinner allt (2012)
- Påtår hos Moa Martinson, medverkande (2014)
- Irrbloss: tonsatta dikter av Signe Aurell med Ola Sandström (2019)